# Europäischer Konvent
Als Europäischer Konvent (von lateinisch conventus ‚Zusammenkunft‘) wird in der Europäischen Union eine Konferenz aus Vertretern der EU-Institutionen und Mitgliedstaaten bezeichnet, die zur grundlegenden Reform oder Erweiterung der EU-Verträge eingesetzt wird. Bisher fanden zwei solcher Konvente statt: Der „Grundrechtekonvent“ zur Erarbeitung der Grundrechtecharta 1999/2000 und der „Verfassungskonvent“ zur Erarbeitung des Verfassungsvertrags 2002/2003.

## Grundrechtekonvent
Der erste europäische Konvent, der „Grundrechtekonvent“ unter Leitung von Roman Herzog, erarbeitete zwischen Dezember 1999 und Oktober 2000 die Charta der Grundrechte der Europäischen Union.

## Verfassungskonvent
Der zweite europäische Konvent, der „Verfassungskonvent“, erarbeitete zwischen dem 28. Februar 2002 und dem 20. Juli 2003 den maßgeblichen Entwurf für den Vertrag über eine Verfassung für Europa.
Der Konvent setzte sich aus Regierungs- und Parlamentsvertretern der Mitgliedstaaten der Europäischen Union, der zehn Beitrittsländer und -kandidaten (Rumänien, Bulgarien, Türkei) sowie Vertretern des Europäischen Parlaments und der Europäischen Kommission zusammen.

### Vorgeschichte
Nach dem Scheitern der Konferenz des Europäischen Rates 2000 in Nizza haben die Staats- und Regierungschefs der EU im Dezember 2001 mit der Erklärung von Laeken zur Zukunft der Europäischen Union einen „Konvent zur Zukunft Europas“ zur Erarbeitung einer Verfassung aus Vertretern der Regierungen, der Europäischen Kommission sowie des Europaparlaments und der nationalen Parlamente einberufen.
Die Erklärung betont in diesem Zusammenhang die historische Bedeutung einer europäischen Einigung und der Friedensmission Europas. Die Geschichte der EU sei eine Erfolgsgeschichte, nun müsse neben der wirtschaftlichen auch die politische Union ausgebaut werden. Als Arbeitsziel wird neben einer Vereinfachung bestehenden EU-Rechts Demokratisierung, Entbürokratisierung, Bürgernähe und die Klärung von Zuständigkeiten innerhalb der EU genannt.

### Vorgehensweise des Konventes
Der Konvent als Institution selbst war eine große Veränderung im Vergleich zu der Ausarbeitung der bisherigen Verträge. Die „Konvents-Methode“ war zuvor bei Erarbeitung der europäischen Grundrechtecharta erfolgreich.
In der Vergangenheit waren europäische Vertragsänderungen immer zwischen den Regierungen, meist unter Ausschluss der Öffentlichkeit, ausgehandelt worden, um dann im Nachhinein von den Nationalparlamenten ratifiziert zu werden.

#### Zusammensetzung
Die „Verfassungsväter und -mütter“ im Konvent kamen aus verschiedenen Organen. Neben Regierungsvertretern waren auch Parlamentarier aus dem Europäischen Parlament und den Parlamenten der Mitgliedstaaten an der Ausarbeitung direkt beteiligt.
Mitglieder des Konvents waren 16 Europa-Abgeordnete, je Mitgliedsstaat sowohl zwei nationale Abgeordnete als auch ein Regierungsvertreter (also insgesamt 30 bzw. 15 Vertreter), zwei Vertreter der EU-Kommission und der Konventspräsident mit seinen zwei Stellvertretern; Auch die 10 osteuropäischen Beitrittskandidaten (EU-Erweiterung 2004) sowie die Türkei, Rumänien und Bulgarien entsandten jeweils zwei Vertreter ihrer nationalen Parlamente und einen Regierungsvertreter, und nahmen als Beobachter ohne Stimmrecht teil. Die Mitglieder hatten jeweils einen faktisch gleichberechtigten Stellvertreter.
Als deutsche Vertreter im Europäischen Konvent waren Elmar Brok (CDU), Klaus Hänsch (SPD) und Sylvia-Yvonne Kaufmann (PDS) als Vertreter des Europäischen Parlamentes, Jürgen Meyer (SPD) als Vertreter des Bundestages, Erwin Teufel (CDU) als Vertreter des Bundesrates und Joschka Fischer (B90/Die Grüne) – vor November 2002 Peter Glotz (SPD) – als Regierungsvertreter.

#### Struktur
Präsident des Europäischen Konvents war der frühere Präsident Frankreichs Valéry Giscard d’Estaing. Er stellte zusammen mit seinen Vizepräsidenten Giuliano Amato und Jean-Luc Dehaene, und neun weiteren Mitgliedern, darunter auch der Deutsche Klaus Hänsch als Vertreter des Europaparlaments das Präsidium des Konvents.

#### Jugendkonvent
Als Nebengremium des Verfassungskonvents fand vom 9. bis 12. Juli 2002 im Europäischen Parlament in Brüssel der Jugendkonvent statt. Dieser war ebenfalls mit 210 Mitgliedern zwischen 18 und 25 Jahren besetzt, jedes Mitglied des Konvents durfte ein Mitglied für den Jugendkonvent ernennen. Der Jugendkonvent erließ eine Schlusserklärung, die vom Verfassungskonvent berücksichtigt werden sollte.

### Veröffentlichungen
Die Mitglieder des Konventes bemühten sich während der Arbeitszeit des Konventes um Transparenz und demokratische Arbeitsweisen, um den hohen Ansprüchen, die an den Konvent gestellt waren, gerecht zu werden.
Deshalb sind alle Konventsdokumente sowie der Entwurf des Verfassungsvertrages auf der Webseite des Konvents einzusehen.

### Chronologie
Gemäß dem ursprünglichen Zeitplan sollte der Verfassungsvertrag von der am 4. Oktober 2003 begonnenen Regierungskonferenz angenommen und zeitgleich mit dem Beitritt der zehn neuen Mitgliedstaaten am 1. Mai 2004 unterzeichnet werden. Nach dem Scheitern des Europäischen Rates in Brüssel am 12./13. Dezember 2003 wurde dieser ursprüngliche Zeitplan nicht eingehalten. Die Verfassung wurde am 29. Oktober 2004 unterzeichnet, trat jedoch aufgrund eines gescheiterten französischen Referendums letztlich nie in Kraft.
Der Artikel über die Europäische Verfassung beschreibt die weitere Entwicklung.

### Der undemokratische Konvent?

#### Stimmen am Rande des Konvents
Am Rande und nach Abschluss des Konventes wurde von mehreren Konventsmitgliedern kritisiert und in der Öffentlichkeit diskutiert, die Arbeitsmethoden des Konventes seien insgesamt zu intransparent und wenig demokratisch gewesen.
So schreibt das britische Konventsmitglied David Heathcoat-Amory:

„Die wirklichen Diskussionen [innerhalb des Konventes] fanden im Präsidium, oder zwischen der Präsidentschaft, dem Sekretariat und in Privatgesprächen mit einzelnen Mitgliedsstaaten statt. Selbst die Arbeitsgruppen […] wurden regelmäßig übergangen oder ihre Schlussfolgerungen ignoriert.“

Heathcoat-Amory ist britischer Euro-Skeptiker und gehörte einer vom dänischen Europaabgeordneten Jens-Peter Bonde geführten Minderheitsgruppe im Konvent an.
Der luxemburgische Premier Jean-Claude Juncker monierte ähnlich:

„Der Konvent ist angekündigt worden als die große Demokratie-Show. Ich habe noch keine dunklere Dunkelkammer gesehen als den Konvent.“

Dazu muss man wissen, dass Juncker mit seinem Vorgänger im Amt und ehemaligen Kommissionspräsidenten Jacques Santer einen „persönlichen Vertreter“ im Konvent hatte, der ihn offenbar schlecht über die in seinem Namen geführten Gespräche und Absprachen informiert hat.

#### Die Geschäftsordnung des Konvents
Aufschluss über die Berechtigung dieser Kritik bietet hier ein genauerer Blick in die Geschäftsordnung des Konventes. Im Konventsdokument CONV 9/02 ist die gültige Geschäftsordnung des Konventes zu finden. Es sind hier die Änderungen gegenüber dem Erstentwurf des Präsidiums (CONV 3/02) hervorgehoben.
Es ist richtig, dass die ursprünglichen Vorstellungen des Konventes eine recht straffe Kontrolle von oben vorgesehen haben. Im Entwurf von CONV 3/02 hatte nur der Präsident des Konvents, d. h. Giscard d’Estaing, alleine das Recht, die Termine des Konventes festzulegen, und damit wie oft dieser einberufen wird, die Tagesordnung festzusetzen (Art. 2), Arbeitsgruppen einzuberufen (Art. 15) und die Geschäftsordnung zu ändern (Art. 16). Zudem sah der Erstentwurf des Präsidiums weniger Rechte für Beobachter und Teilnehmer mit Beobachterstatus vor, stellvertretende Mitglieder besaßen nicht das Recht auf die Teilnahme an Sitzungen.
Im Dokument CONV 9/02 sind diese Strukturen deutlich aufgeweicht.
Hieß im Erstentwurf Art. 1 noch lapidar:

„Der Konvent wird von seinem Vorsitzenden einberufen.“

so änderte sich diese Formulierung in:

„Der Konvent wird von seinem Vorsitzenden mit Zustimmung des Praesidiums oder auf schriftlichen Antrag einer signifikanten Zahl von Mitgliedern des Konvents einberufen.“

Diese Formulierung lässt immer noch Interpretationsfreiraum zu, zeugt aber von einer gewissen Machtverschiebung hin zu der Mehrzahl der Parlamentarier im Konvent.

## Europäischer Konvent nach dem Vertrag von Lissabon
Seit dem Lissabon-Vertrag von 2007 können der Vertrag über die Europäische Union und der Vertrag über die Arbeitsweise der Europäischen Union nach Art. 48 EUV gemäß einem ordentlichen und einem vereinfachten Änderungsverfahren geändert werden. Das ordentliche Verfahren sieht die Einberufung eines Europäischen Konvents durch den Präsidenten des Europäischen Rates vor:
(3) Beschließt der Europäische Rat nach Anhörung des Europäischen Parlaments und der Kommission mit einfacher Mehrheit die Prüfung der vorgeschlagenen Änderungen, so beruft der Präsident des Europäischen Rates einen Konvent von Vertretern der nationalen Parlamente, der Staats- und Regierungschefs der Mitgliedstaaten, des Europäischen Parlaments und der Kommission ein. Bei institutionellen Änderungen im Währungsbereich wird auch die Europäische Zentralbank gehört. Der Konvent prüft die Änderungsentwürfe und nimmt im Konsensverfahren eine Empfehlung an, die an eine Konferenz der Vertreter der Regierungen der Mitgliedstaaten nach Absatz 4 gerichtet ist.

## Mögliche künftige Konvente

### Europäischer Konvent für eine Reform der EWWU
Setzen ordentliche Vertragsänderungen einen Konvent voraus, so wird auch ein Konvent zur Reform des EU-Vertrages in Fragen der Europäischen Wirtschafts- und Währungsunion (EWWU) verpflichtend. Diskussionen hierzu gab es bereits am Rande des Europäischen Rates am 23. Oktober 2011. Im Zentrum der Reform sollte die Ausgestaltung einer Fiskalunion stehen, die es gestattet, in die Steuer- und Budgetgestaltung von Euro-Mitgliedsländern direkt einzugreifen, wenn sie finanzielle Hilfe der Partner erhalten. Eine solche Fiskalunion würde eine Reihe von Einzelmaßnahmen bündeln und institutionell verankern, etwa den Euro-Plus-Pakt, das Europäische Semester oder die Regelungen des sogenannten „Six-Pack“.
In Deutschland begann spätestens im Oktober 2011 die politische Diskussion über die Notwendigkeit einer erneuten Reform der EU-Verträge, nachdem Bundeskanzlerin Angela Merkel in einer Regierungserklärung dafür geworben hatte. Dabei wurden auch das Instrument des Europäischen Konvents ins Spiel gebracht. Bündnis 90/Die Grünen fordern eine öffentliche Debatte über die Vertragsänderungen. Ein Europäischer Konvent soll das ordentliche Vertragsänderungsverfahren gemeinsam mit Sozialpartnern und der Zivilgesellschaft vorbereiten.
Im November 2011 sprach sich auch der deutsche Außenminister Guido Westerwelle für einen Konvent aus und plädierte dafür, alle EU-Mitgliedstaaten einzubeziehen, nicht ausschließlich die 17 Euro-Länder. Ebenfalls im November 2011 forderten Stimmen aus der Zivilgesellschaft einen Europäischen Konvent zur Durchsetzung einer politischen Union und wirksamer Konsequenzen für die Verletzung der vertraglich vereinbarten finanziellen und ökonomischen Gemeinschaftsstandards. Darüber hinaus müssten Regeln gefunden werden, wie EU-Mitgliedstaaten bei dauerhafter Verletzung demokratischer Mindeststandards bei Presse- und Meinungsfreiheit, unabhängiger Justiz und korruptionsfreier Verwaltung aus der EU ausgeschlossen werden können.
Kommissionspräsident Barroso hat im September 2012 in seiner „Rede zur Lage der Union“ ebenfalls umfassende Vertragsänderungen vorgeschlagen, die ebenfalls einen Konvent bewirken würden.
Im Dezember 2012 sind die Vorschläge für eine vertragsrechtliche Reform – und damit für einen Konvent zunächst aufgeschoben worden.

### Europäischer Konvent zur Umsetzung der Ergebnisse der Zukunftskonferenz
Ein Ergebnis der Konferenz zur Zukunft Europas 2020–2022 war die Forderung nach der Einberufung eines Europäischen Konvents, um die Reformvorschläge in Form von Vertragsänderungen umzusetzen. Auch das Europäische Parlament schloss sich dieser Forderung an; die Entscheidung liegt jetzt beim Rat, der das Thema jedoch bisher aufgeschoben hat.

### Verfassungskonvent
- Ulrike Liebert, Josef Falke, Kathrin Packham, Daniel Allnoch (Hg.): Verfassungsexperiment. Europa auf dem Weg zur transnationalen Demokratie? Lit Verlag 2003, ISBN 3-8258-7102-9.
- Heinz Kleger (Hrsg.): Der Konvent als Labor. Texte und Dokumente zum europäischen Verfassungsprozess. LIT, Münster : 2004, ISBN 3-8258-7576-8.
- Carolin Rüger: Aus der Traum? Der lange Weg zur EU-Verfassung. Tectum Verlag, Marburg 2006, ISBN 3-8288-8966-2.
- Daniel Göler: Die neue europäische Verfassungsdebatte. Entwicklungsstand und Optionen für den Konvent. Europa Union Verlag, Bonn 2002, ISBN 3-7713-0613-2.
- Daniel Göler: Deliberation – Ein Zukunftsmodell europäischer Entscheidungsfindung? Analyse der Beratungen des Verfassungskonvents 2002–2003. Nomos Verlag, Baden-Baden 2006, ISBN 3-8329-1939-2.
- Peter Becker, Olaf Leiße: Die Zukunft Europas. Der Konvent zur Zukunft der Europäischen Union. VS Verlag für Sozialwissenschaften, Wiesbaden 2005, ISBN 3-531-14100-7 (Umfassende Gesamtdarstellung zum Europäischen Konvent, seiner Geschichte, seiner Ziele und seiner Ergebnisse).
- Hubert Klinger: Der Konvent. Ein neues Institut des europäischen Verfassungsrechts. Verlag C.H. Beck, München 2007, ISBN 978-3-406-55214-4.

- European Citizens' Initiative – A rollercoaster ride towards democracy (Europäische Bürgerinitiative – Auf der Achterbahn zur Demokratie)
- Homepage des Europäischen Konvents
- Übersicht über die Entwicklung (EP-Informationsbüro Deutschland)
- ER von Laeken
- Kommentar des Konvents-Entwurfs in einem ZEI Discussion Paper (PDF-Datei; 1,9 MB)
- IG-EuroVision – Initiativ-Gesellschaft zur Förderung der europäischen Integration durch neue Ideen und demokratische Projekte – »Projekt EU 21 – Für eine europäische Verfassung von unten!«